# Pibb Xtra

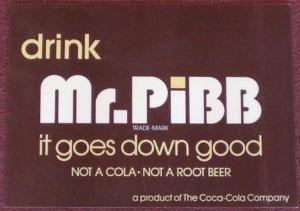
Logo original de "Mr. Pibb" (1972)

Pibb Xtra, anciennement appelée M. Pibb (parfois stylisé M. PiBB), est une boisson commercialisée par The Coca-Cola Company. En 2012, elle est uniquement vendue aux États-Unis, sauf dans les zones où Dr Pepper est distribuée par l'embouteilleur local Coca-Cola.

## Histoire
D'abord introduite sous le nom de "Peppo" et ensuite renommée "Dr. Pibb" pour concurrencer Dr Pepper le nom a été changé en "Mr. Pibb" après que Dr Pepper a poursuivi The Coca-Cola Company pour contrefaçon de marque. Le test initial de marchés pour Mr. Pibb en 1972 est situé à Waco, au Texas, le lieu de naissance de Dr Pepper, avant que la compagnie déménage à Dallas, au Texas.
En 1980, M. Pibb est reformulée et commercialisée par les mots "New Taste" imprimé en évidence sur les produits.
En 2001, une nouvelle formule appelée Pibb Xtra ajoute la saveur cannelle, remplaçant la formule originale dans de nombreuses parties des États-Unis. Aujourd'hui Pibb Xtra est étiqueté comme "artificially flavored spicy cherry soda".

## Saveurs Coca-Cola Freestyle
En 2011, Pibb Xtra est étendue à deux nouvelles saveurs. Produite pour les machines Coca-Cola Freestyle, la première est Pibb Xtra Cherry et l'autre est Pibb Xtra Cherry-Vanilla. Ces deux nouvelles saveurs ont également été produites pour Pibb Zéro. Pibb est maintenant disponible dans certaines  machines Freestyle dans des chaînes de restaurants qui ne servent pas de Dr Pepper ou dans les régions où le Dr Pepper n'est pas mis en bouteille par un distributeur local  Coca-Cola.

## Nutrition
Une quantité de 12 onces de Pibb Xtra contient 140 calories, qui sont toutes de sucre. Il y a 40 mg de sodium, 40 mg de caféine et 39 grammes de glucides.